# Iglesia de San Gotardo (Gotinga)
La iglesia de San Gotardo es una iglesia parroquial católica de Alemania localizada en la parte oeste de Gotinga.
Después de la Segunda Guerra Mundial la población católica de Gotinga creció en gran número, por lo que se construyó en 1959 la tercera iglesia católica de Gotinga tras las de San Miguel y San Pablo
El patrocinio de San Gotardo recuerda que éste fue nombrado obispo de Hildesheim en el año 1022 por el emperador Enrique II en el cercano palacio de Grona.

## Historia
Como tras la Segunda Guerra Mundial la población católica de Gotinga había aumentado importantemente, se construyó la iglesia de San Gotardo durante los años 1958 y 1959 como la tercera iglesia católica de la ciudad después de San Miguel y San Pablo. El 25 de octubre de 1959 se llevó a cabo la consagración de la iglesia por parte del obispo Enrique María Janssen. El 1 de abril de 1963 se erigió la parroquia de San Gotardo. A partir del 1 de septiembre de 2008 pertenecen también a la parroquia las iglesias católicas en Adelebsen, Dransfeld y Grona.
- Datos: Q543100
- Multimedia: St. Godehard (Göttingen) / Q543100